# ステラ薫子
ステラ薫子（ステラ かおるこ）は、日本の占い師、実業家。本名および生年月日非公表。携帯サイトの監修、雑誌での連載や出版などを行う。
TBS系ドラマ『魔王』（2008年／主演・大野智）オリジナルタロット（イラストは画家・宝永たかこによる描き下ろし）が使用され、カード登場シーンを監修した。

## 主な出演番組
- TOKYO FM 優香のI Feel You（毎週月～木16:55～17:00）で、毎日のラッキー星座を紹介

## メディア掲載（連載含む）
- 雑誌『恋運暦』（イーストプレス）
- 雑誌『an・an』（マガジンハウス）
- 雑誌『ビーズアップ』（ベルシステム24）
- 雑誌『女性自身』（光文社）
- 雑誌『GROW』（宝島社）
- 雑誌『家庭画報』（世界文化社）
- 雑誌『Hanako』（マガジンハウス）
- web『VoCE』（講談社）

## 主な著作
- 『婚期は12年に７回やってくる!』（竹書房）
- 『ステラ薫子のシンプルタロット』（扶桑社）
- 『【ステラ薫子のオリジナルタロットカード】ステラタロット』（AGM）
- 『One Oracle Tarot/タロットが告げるあなたへの答え』（竹書房）
- 『ステラ薫子の王妃占い』（世界文化社）
- 『ステラ薫子の王妃&王様占い 恋愛・結婚・開運人脈編』（世界文化社）